# 허암 정희량 유허지
허암 정희량 유허지(虛庵 鄭希良 遺虛址)는 인천광역시 서구 검암동에 있는, 조선시대 연산조의 문신 정희량이 은거하던 옛집터이다. 2009년 3월 2일 인천광역시의 기념물 제58호로 지정되었다.

## 개요
허암 정희량 유허지는 연산조의 문신 정희량이 은거하던 옛집터인데 검암동의 허암산 북쪽 기슭에 위치하고 있다. 현재는 겨우 터전만이 확인될 따름이다. ≪부평부읍지≫고적조에 「허암구지는 모월곶면 허암산 밑에 있는데 한림학사 정희량이 복거하면서 호를 허암이라 하였으나 뒤에 자취를 감추어 끝마친 곳을 알지 못한다」고 하였다. 이것으로 볼 때 정희량의 호 허암은 허암산에서 취한 것임을 알 수 있다.
조선 중기의 문신 정희량은 본관은 해주, 자는 수부, 호는 허암으로 철원부사 연경의 아들로 1469년(예종)서울에서 태어났다. 사림파의 종조 김종직의 문하에서 수학하였고, 1492년(성종 23) 생원시에 장원으로 합격했으나, 성종이 죽자 태학생(太學生)·재지유생(在地儒生)과 더불어 올린 소가 문제되어 해주에 유배되기도 하였다. 1495년(연산군 1) 별시문과에 병과로 급제, 이듬해 예문관검열이 되고, 승문원의 권지부정자에 임용되었다.
이듬해 김전(金詮)·신용개(申用漑)·김일손(金馹孫) 등과 함께 사가독서(賜暇讀書 : 문흥을 일으키기 위해 유능한 젊은 관료들에게 휴가를 주어 독서에만 전념케 하던 제도)될 정도로 문명이 있었다.
1497년 예문관대교에 보직되어 ① 임금이 마음을 바로잡아 경연(經筵)에 근면할 것, ② 간언을 받아들일 것, ③ 현사(賢邪)를 분별할 것, ④ 대신을 경대(敬待)하며, 환관을 억제할 것, ⑤ 학교를 숭상하며 이단을 물리칠 것, ⑥ 상벌을 공정히 하고 재용(財用)을 절제할 것 등의 소를 올린 바 있다.
다음해 선무랑·행예문관봉교로서 『성종실록』 편찬에 참여하였다. 무오사화 때는 사초문제(史草問題)로 윤필상(尹弼商) 등에 의해 신용개·김전 등과 함께 탄핵을 받았는데, 난언(亂言)을 알고도 고하지 않았다는 죄목으로 장(杖) 100, 유(流) 3, 000리의 처벌을 받고 의주에 유배되었다가, 1500년 5월 김해로 이배되었다.
이듬해 유배에서 풀려나 직첩을 돌려 받았으나 대간 홍문관직에는 서용될 수 없게 되었다. 그 해 어머니가 죽자 고양에서 수분(守墳)하다가, 산책을 나간 뒤 다시 돌아오지 않았다. 총민박학(聰敏博學)하고 문예에 조예가 있었을 뿐만 아니라 음양학(陰陽學)에도 밝았으며, 영달에는 마음이 없었다고 한다. 저서로 『허암집』이 있다.

## 같이 보기
- 정희량

## 참고 문헌
- 허암 정희량 유허지 - 국가유산청 국가유산포털